# Division 1 för herrar 2019
La Division 1 för herrar 2019 è la 29ª edizione del campionato di football americano di secondo livello, organizzato dalla SAFF.
Gli Skövde Dukes si sono ritirati, perdendo quindi tutti gli incontri 1-0 a tavolino.

## Squadre partecipanti
| Club                   | Città        | Stadio | Sponsor ufficiale | Risultato nella stagione 2018 |
| ---------------------- | ------------ | ------ | ----------------- | ----------------------------- |
| Arlanda Jets           | Märsta       |        |                   |                               |
| Borås Rhinos           | Borås        |        |                   |                               |
| Carlstad Crusaders B   | Karlstad     |        |                   |                               |
| Djurgårdens IF         | Stoccolma    |        |                   |                               |
| Ekeby Greys            | Ekeby        |        |                   |                               |
| Gefle Red Devils       | Gävle        |        |                   |                               |
| Göteborg Marvels       | Göteborg     |        |                   |                               |
| Halmstad Eagles        | Halmstad     |        |                   |                               |
| Jönköping Spartans     | Jönköping    |        |                   |                               |
| Karlskoga Wolves       | Karlskoga    |        |                   |                               |
| Kristianstad Predators | Kristianstad |        |                   |                               |
| Limhamn Griffins       | Malmö        |        |                   |                               |
| Norrköping Panthers    | Norrköping   |        |                   |                               |
| Örebro Black Knights B | Örebro       |        |                   |                               |
| Skövde Dukes           | Skövde       |        |                   |                               |
| STU Northside Bulls    | Täby         |        |                   |                               |
| Tyresö Royal Crowns    | Tyresö       |        |                   |                               |
| Upplands-Bro Broncos   | Kungsängen   |        |                   |                               |
| Vadstena Blackhawks    | Motala       |        |                   |                               |
| Västerås Roedeers      | Västerås     |        |                   |                               |
| Ystad Rockets          | Ystad        |        |                   |                               |

## Stagione regolare

### Calendario

#### 1ª giornata
| Skövde 13 aprile 2019, ore 13:00 | Skövde Dukes | 0 – 1 (a tavolino) referto | Örebro Black Knights B | Lillegården |

| Borås 13 aprile 2019, ore 15:00 | Borås Rhinos | 20 – 0 referto | Norrköping Panthers | Sjöbovallen |

#### 2ª giornata
| Kristianstad 19 aprile 2019, ore 17:00 | Kristianstad Predators | 33 – 6 referto | Limhamn Griffins | Kristianstad IP |

| Stoccolma 20 aprile 2019, ore 13:00 | Djurgårdens IF | 2 – 8 referto | Upplands-Bro Broncos | Östermalms IP |

| Ystad 22 aprile 2019, ore 12:00 | Ystad Rockets | 10 – 8 referto | Halmstad Eagles | Sandskogens IP |

| Gävle 22 aprile 2019, ore 15:00 | Gefle Red Devils | 6 – 30 referto | Arlanda Jets | Nynäs IP |

| Tyresö 22 aprile 2019, ore 17:30 | Tyresö Royal Crowns | 33 – 17 referto | STU Northside Bulls | Tyresövallen |

#### 3ª giornata
| Malmö 27 aprile 2019, ore 14:00 | Limhamn Griffins | 41 – 0 referto | Halmstad Eagles | Hästhagens IP |

| Solna 27 aprile 2019, ore 15:00 | STU Northside Bulls | 38 – 0 referto | Jönköping Spartans | Bergshamra IP |

| Ekeby 28 aprile 2019, ore 12:00 | Ekeby Greys | 28 – 0 referto | Ystad Rockets | Ekeby Skola |

| Gävle 28 aprile 2019, ore 15:00 | Gefle Red Devils | 8 – 49 referto | Djurgårdens IF | Nynäs IP |

| Kungsängen 28 aprile 2019, ore 15:00 | Upplands-Bro Broncos | 35 – 7 referto | Västerås Roedeers | Kungsängens IP |

| Göteborg 28 aprile 2019, ore 16:00 | Göteborg Marvels | 39 – 19 referto | Borås Rhinos | Valhalla IP |

| Karlstad 28 aprile 2019, ore 16:00 | Carlstad Crusaders B | 22 – 6 referto | Vadstena Blackhawks | Klasmossens IP |

| Tyresö 28 aprile 2019, ore 18:00 | Tyresö Royal Crowns | 26 – 28 referto | Karlskoga Wolves | Tyresövallen |

#### 4ª giornata
| Motala 4 maggio 2019, ore 13:00 | Vadstena Blackhawks | 0 – 42 referto | Norrköping Panthers | Charlottenborgs IP |

| Halmstad 4 maggio 2019, ore 13:00 | Halmstad Eagles | 0 – 56 referto | Kristianstad Predators | Sannarps IP |

| Göteborg 4 maggio 2019, ore 15:00 | Göteborg Marvels | 1 – 0 (a tavolino) referto | Skövde Dukes | Slottskogsvallen |

| Jönköping 4 maggio 2019, ore 16:00 | Jönköping Spartans | 0 – 14 referto | Tyresö Royal Crowns | Rosenlunds IP |

| Karlskoga 5 maggio 2019, ore 13:00 | Karlskoga Wolves | 27 – 10 referto | STU Northside Bulls | Nobelstadion |

| Kungsängen 5 maggio 2019, ore 15:00 | Upplands-Bro Broncos | 26 – 8 referto | Gefle Red Devils | Kungsängens IP |

| Örebro 5 maggio 2019, ore 15:00 | Örebro Black Knights B | 0 – 28 referto | Borås Rhinos | Rosta Gärde |

| Västerås 5 maggio 2019, ore 16:30 | Västerås Roedeers | 0 – 41 referto | Arlanda Jets | Arosvallen |

#### 5ª giornata
| Ystad 11 maggio 2019, ore 12:00 | Ystad Rockets | 15 – 58 referto | Limhamn Griffins | Sandskogens IP |

| Ekeby 11 maggio 2019, ore 12:00 | Ekeby Greys | 19 – 35 referto | Kristianstad Predators | Ekeby Skola |

| Jönköping 11 maggio 2019, ore 13:00 | Jönköping Spartans | 8 – 35 referto | Karlskoga Wolves | Rosenlunds IP |

| Stoccolma 11 maggio 2019, ore 13:00 | Djurgårdens IF | 35 – 0 referto | Västerås Roedeers | Östermalms IP |

| Norrköping 11 maggio 2019, ore 13:00 | Norrköping Panthers | 1 – 0 (a tavolino) referto | Skövde Dukes | Panther field |

| Märsta 11 maggio 2019, ore 15:00 | Arlanda Jets | 35 – 12 referto | Upplands-Bro Broncos | Midgårdsvallen |

| Borås 11 maggio 2019, ore 15:00 | Borås Rhinos | 40 – 8 referto | Carlstad Crusaders B | Sjöbovallen |

| Örebro 12 maggio 2019 | Örebro Black Knights B | 0 – 47 referto | Göteborg Marvels | Behrn Arena |

#### 6ª giornata
| Karlskoga 18 maggio 2019, ore 13:00 | Karlskoga Wolves | 43 – 6 referto | Jönköping Spartans | Nobelstadion |

| Motala 18 maggio 2019, ore 13:00 | Vadstena Blackhawks | 0 – 49 referto | Borås Rhinos | Charlottenborgs IP |

| Malmö 18 maggio 2019, ore 14:00 | Limhamn Griffins | 45 – 12 referto | Ekeby Greys | Hästhagens IP |

| Solna 18 maggio 2019, ore 15:00 | STU Northside Bulls | 17 – 6 referto | Tyresö Royal Crowns | Bergshamra IP |

| Märsta 18 maggio 2019, ore 15:00 | Arlanda Jets | 42 – 7 referto | Djurgårdens IF | Midgårdsvallen |

| Norrköping 18 maggio 2019 | Norrköping Panthers | 12 – 0 referto | Göteborg Marvels | Panther field |

| Ystad 19 maggio 2019, ore 12:00 | Ystad Rockets | 0 – 34 referto | Kristianstad Predators | Sandskogens IP |

| Västerås 19 maggio 2019, ore 15:00 | Västerås Roedeers | 0 – 30 referto | Gefle Red Devils | Arosvallen |

#### 7ª giornata
| Jönköping 25 maggio 2019, ore 13:00 | Jönköping Spartans | 0 – 41 referto | STU Northside Bulls | Rosenlunds IP |

| Halmstad 25 maggio 2019, ore 13:00 | Halmstad Eagles | 20 – 59 referto | Ekeby Greys | Sannarps IP |

| Malmö 25 maggio 2019, ore 14:00 | Limhamn Griffins | 48 – 0 referto | Ystad Rockets | Hästhagens IP |

| Kungsängen 26 maggio 2019, ore 15:00 | Upplands-Bro Broncos | 8 – 0 referto | Djurgårdens IF | Kungsängens IP |

| Örebro 26 maggio 2019, ore 15:00 | Örebro Black Knights B | 42 – 7 referto | Norrköping Panthers | Rosta Gärde |

| Karlstad 26 maggio 2019, ore 16:00 | Carlstad Crusaders B | 20 – 24 referto | Göteborg Marvels | Regementets IP |

#### 8ª giornata
| Skövde 30 maggio 2019, ore 13:00 | Skövde Dukes | 0 – 1 (a tavolino) referto | Carlstad Crusaders B | Lillegården |

| Kristianstad 30 maggio 2019, ore 17:00 | Kristianstad Predators | 58 – 0 referto | Ystad Rockets | Kristianstad IP |

| Ekeby 1º giugno 2019, ore 12:00 | Ekeby Greys | 48 – 0 referto | Halmstad Eagles | Ekeby Skola |

| Stoccolma 1º giugno 2019, ore 13:00 | Djurgårdens IF | 13 – 55 referto | Arlanda Jets | Östermalms IP |

| Solna 1º giugno 2019, ore 15:00 | STU Northside Bulls | 49 – 12 referto | Karlskoga Wolves | Bergshamra IP |

| Göteborg 1º giugno 2019, ore 15:00 | Göteborg Marvels | 61 – 0 referto | Vadstena Blackhawks | Slottskogsvallen |

| Tyresö 1º giugno 2019, ore 17:30 | Tyresö Royal Crowns | 47 – 0 referto | Jönköping Spartans | Tyresövallen |

| Gävle 2 giugno 2019, ore 15:00 | Gefle Red Devils | 23 – 3 referto | Västerås Roedeers | Nynäs IP |

#### 9ª giornata
| Motala 6 giugno 2019, ore 13:00 | Skövde Dukes | 0 – 1 (a tavolino) referto | Vadstena Blackhawks | Charlottenborgs IP |

| Motala 8 giugno 2019, ore 13:00 | Vadstena Blackhawks | 18 – 6 referto | Örebro Black Knights B | Charlottenborgs IP |

| Norrköping 8 giugno 2019, ore 13:00 | Norrköping Panthers | 43 – 0 referto | Carlstad Crusaders B | Panther Field |

| Lidköping 8 giugno 2019, ore 15:00 | Borås Rhinos | 1 – 0 (a tavolino) referto | Skövde Dukes | Östbyplan |

| Märsta 9 giugno 2019, ore 13:00 | Arlanda Jets | 27 – 0 referto | Gefle Red Devils | Midgårdsvallen |

| Västerås 9 giugno 2019, ore 15:00 | Västerås Roedeers | 0 – 53 referto | Upplands-Bro Broncos | Arosvallen |

| Kristianstad 9 giugno 2019, ore 19:00 | Kristianstad Predators | 23 – 0 referto | Ekeby Greys | Kristianstad IP |

| Halmstad 10 giugno 2019, ore 13:00 | Halmstad Eagles | 8 – 48 referto | Limhamn Griffins | Sannarps IP |

#### Recuperi 1
| Karlstad 15 giugno 2019, ore 15:00 | Carlstad Crusaders B | 68 – 0 referto | Örebro Black Knights B | Regementets IP |

### Classifiche
Le classifiche della regular season sono le seguenti:
- PCT = percentuale di vittorie, G = partite giocate, V = partite vinte,  P = partite perse, PF = punti fatti, PS = punti subiti

#### Superettan
| Pos. | Squadra             | PCT  | G | V | N | P | PF  | PS  |
| ---- | ------------------- | ---- | - | - | - | - | --- | --- |
| 1    | Tyresö Royal Crowns | .667 | 6 | 4 | 0 | 2 | 154 | 69  |
| 2    | STU Northside Bulls | .667 | 6 | 4 | 0 | 2 | 172 | 78  |
| 3    | Karlskoga Wolves    | .667 | 6 | 4 | 0 | 2 | 152 | 127 |
| 4    | Jönköping Spartans  | .000 | 6 | 0 | 0 | 6 | 14  | 218 |

#### Norra
| Pos. | Squadra              | PCT   | G | V | N | P | PF  | PS  |
| ---- | -------------------- | ----- | - | - | - | - | --- | --- |
| 1    | Arlanda Jets         | 1.000 | 6 | 6 | 0 | 0 | 230 | 38  |
| 2    | Upplands-Bro Broncos | .833  | 6 | 5 | 0 | 1 | 142 | 52  |
| 3    | Djurgårdens IF       | .333  | 6 | 2 | 0 | 4 | 106 | 121 |
| 4    | Gefle Red Devils     | .333  | 6 | 2 | 0 | 4 | 75  | 135 |
| 5    | Västerås Roedeers    | .000  | 6 | 0 | 0 | 6 | 10  | 217 |

#### Östra/Västra
| Pos. | Squadra                | PCT  | G | V | N | P | PF  | PS  |
| ---- | ---------------------- | ---- | - | - | - | - | --- | --- |
| 1    | Göteborg Marvels       | .833 | 6 | 5 | 0 | 1 | 172 | 51  |
| 2    | Borås Rhinos           | .833 | 6 | 5 | 0 | 1 | 157 | 47  |
| 3    | Norrköping Panthers    | .833 | 6 | 5 | 0 | 1 | 132 | 26  |
| 4    | Carlstad Crusaders B   | .500 | 6 | 3 | 0 | 3 | 119 | 113 |
| 5    | Vadstena Blackhawks    | .333 | 6 | 2 | 0 | 4 | 25  | 180 |
| 6    | Örebro Black Knights B | .167 | 6 | 1 | 0 | 5 | 13  | 195 |
| 7    | Skövde Dukes           | .000 | 6 | 0 | 0 | 6 | 0   | 6   |

#### Södra
| Pos. | Squadra                | PCT   | G | V | N | P | PF  | PS  |
| ---- | ---------------------- | ----- | - | - | - | - | --- | --- |
| 1    | Kristianstad Predators | 1.000 | 6 | 6 | 0 | 0 | 239 | 25  |
| 2    | Limhamn Griffins       | .833  | 6 | 5 | 0 | 1 | 246 | 68  |
| 3    | Ekeby Greys            | .500  | 6 | 3 | 0 | 3 | 166 | 123 |
| 4    | Ystad Rockets          | .167  | 6 | 1 | 0 | 5 | 25  | 234 |
| 5    | Halmstad Eagles        | .000  | 6 | 0 | 0 | 6 | 36  | 262 |

## Playoff

### Tabellone
|  | Quarti di finale       | Quarti di finale       | Quarti di finale       |                        |                        | Semifinali             | Semifinali | Semifinali |  |  | XXIX Finale | XXIX Finale | XXIX Finale |  |
|  |                        |                        |                        |                        |                        |                        |            |            |  |  |             |             |             |  |
|  | Tyresö Royal Crowns    | Tyresö Royal Crowns    | 41                     |                        |                        |                        |            |            |  |  |             |             |             |  |
|  | Tyresö Royal Crowns    | Tyresö Royal Crowns    | 41                     |                        |                        |                        |            |            |  |  |             |             |             |  |
|  | Limhamn Griffins       | Limhamn Griffins       | 19                     |                        |                        |                        |            |            |  |  |             |             |             |  |
|  | Limhamn Griffins       | Limhamn Griffins       | 19                     |                        | Tyresö Royal Crowns    | Tyresö Royal Crowns    | 6          |            |  |  |             |             |             |  |
|  |                        |                        |                        |                        | Tyresö Royal Crowns    | Tyresö Royal Crowns    | 6          |            |  |  |             |             |             |  |
|  |                        |                        | Kristianstad Predators | Kristianstad Predators | 55                     |                        |            |            |  |  |             |             |             |  |
|  | Jönköping Spartans     | Jönköping Spartans     | Kristianstad Predators | Kristianstad Predators | 55                     | 0                      |            |            |  |  |             |             |             |  |
|  | Jönköping Spartans     | Jönköping Spartans     |                        |                        |                        |                        |            |            |  |  |             |             |             |  |
|  | Kristianstad Predators | Kristianstad Predators | 60                     |                        |                        |                        |            |            |  |  |             |             |             |  |
|  | Kristianstad Predators | Kristianstad Predators | 60                     |                        | Kristianstad Predators | Kristianstad Predators | 54         |            |  |  |             |             |             |  |
|  |                        |                        |                        |                        |                        |                        |            |            |  |  |             |             |             |  |
|  |                        |                        | Arlanda Jets           | Arlanda Jets           | 26                     |                        |            |            |  |  |             |             |             |  |
|  | STU Northside Bulls    | STU Northside Bulls    | Arlanda Jets           | Arlanda Jets           | 26                     | 1                      |            |            |  |  |             |             |             |  |
|  | STU Northside Bulls    | STU Northside Bulls    |                        |                        |                        |                        |            |            |  |  |             |             |             |  |
|  | Göteborg Marvels       | Göteborg Marvels       | 0 d.g.s.               |                        |                        |                        |            |            |  |  |             |             |             |  |
|  | Göteborg Marvels       | Göteborg Marvels       | 0 d.g.s.               |                        | STU Northside Bulls    | STU Northside Bulls    | 21         |            |  |  |             |             |             |  |
|  |                        |                        |                        |                        | STU Northside Bulls    | STU Northside Bulls    | 21         |            |  |  |             |             |             |  |
|  |                        |                        | Arlanda Jets           | Arlanda Jets           | 23                     |                        |            |            |  |  |             |             |             |  |
|  | Karlskoga Wolves       | Karlskoga Wolves       | Arlanda Jets           | Arlanda Jets           | 23                     | 10                     |            |            |  |  |             |             |             |  |
|  | Karlskoga Wolves       | Karlskoga Wolves       |                        |                        |                        |                        |            |            |  |  |             |             |             |  |
|  | Arlanda Jets           | Arlanda Jets           | 28                     |                        |                        |                        |            |            |  |  |             |             |             |  |

### Quarti di finale
| 15-16 giugno 2018 | Tyresö Royal Crowns | 41 – 19 | Limhamn Griffins |  |

| 15-16 giugno 2018 | STU Northside Bulls | 1 – 0 (a tavolino) | Göteborg Marvels |  |

| 15-16 giugno 2018 | Karlskoga Wolves | 10 – 28 | Arlanda Jets |  |

| 15-16 giugno 2018 | Jönköping Spartans | 0 – 60 | Kristianstad Predators |  |

### Semifinali
| Solna 29 giugno 2018 | STU Northside Bulls | 21 – 23 | Arlanda Jets | Bergshamra IP |

| Tyresö 30 giugno 2018 | Tyresö Royal Crowns | 6 – 55 | Kristianstad Predators | Tyresövallen |

### XXIX Finale
| Borås 6 luglio 2019 | Kristianstad Predators | 54 – 26 | Arlanda Jets | Borås Arena |

## Verdetti
- Kristianstad Predators Campioni della Division 1 2019